# Необоротні активи
Необоротні активи — це сукупність майнових цінностей, які багаторазово беруть участь у процесі господарської діяльності підприємства. Як правило, до них належать засоби тривалістю використання більше одного року (або операційного циклу, якщо він довший за рік). До необоротних господарських засобів підприємства належать: основні засоби, капітальні інвестиції, інші необоротні матеріальні активи, нематеріальні активи, довгострокові фінансові інвестиції, довгострокова дебіторська заборгованість, інші необоротні активи.